# 新費黑爾托

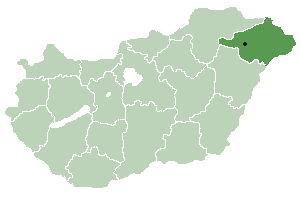

新費黑爾托是匈牙利的城鎮，位於該國東部，由索博爾奇-索特馬爾-貝拉格州負責管轄，面積140.88平方公里，2011年人口13,116，其中約六成居民信奉天主教。

## 友好城市
- 羅馬尼亞布拉尼什泰亞
- 俄羅斯库尔斯克
- 捷克寧布爾克
- 義大利多贝多-德尔拉戈
- 波蘭Harta（英语：Harta, Poland）
- 斯洛伐克沙希
- 波蘭扎魯夫

## 外部連結
- Újfehértó - ShtetLink

47°48′N 21°41′E / 47.800°N 21.683°E